# 繆尼辛 (密歇根州)
繆尼辛（英語：Munising）是一個位於美国密西根州阿爾傑縣的城市。根據2020年美國人口普查，該地共有人口1,986人，而該地的面積約為23.41平方千米。同時該地也是阿爾傑縣的縣治。

## 地理
繆尼辛的座標為46°24′38″N 86°38′51″W / 46.41056°N 86.64750°W，而該地的平均海拔高度為190米（即623英尺）。